# Капитан на народа
Капитанът на народа (на италиански: Capitano del popolo) е политическа фигура на местната администрация, използвана в комуните на средновековна Италия от средата на 13 век до края на 14 век.
Длъжността е създадена, за да се балансират силата и властта на благородническите семейства. Представлява интересите на еснафите и на средните слоеве на гражданите, и командва градската войска (милиция).

## История
„Народът“ е зараждащата се средна класа на Populares (Пополани), първоначално изключени от политическата дейност, която е изключителен прерогатив на Milites - аристократичните рицари феодали. С нарастването на движението на комуните и с нарастващата роля на работниците и гилдиите, ролята на Populares се увеличава. С разцвета на градовете се създават класи от gente nova (както казва Данте), съставени от господарите на различните контадо, превърнати в градове, забогатели от търсенето на храни поради ръста на населението, от банкерите, търговците, юристите и лекарите, занаятчиите и собствениците на кораби (в морските градове), забогатели от търговията с кръстоносните държави. След победата над феодала и независимостта на града от него, в него постепенно започва борба между дворянството (благородниците) и „народа“ (представители на гилдиите и средните слоеве на гражданите). В края на 12 век Populres започват да се бият с благородниците, което често се проявява под формата на война между гвелфи и гибелини. Представителят на комуната по онова време е т.нар. Подест. В хода на тази борба възникват нови институции: Съветът на народа, Капитанът на народа, Приорите на гилдиите.
От началото на 13 век Populares успяват постепенно да навлязат в политическия живот на много италиански градове чрез създаването на асамблеи на „народа“, които избират Капитан на народа, заставащ до Подест-а (представител на аристократическата класа). Капитанът на народа упражнява контрола си над Подест-а, а автономни остават двама съветници, в които участват представителите на Изкуствата и занаятите и Гонфалониери-те - ръководителите на военните дружини, свързани с различните енории. С появата на Капитана на народа функциите на подест-а остават административни, но не и политически. На практика фигурата на капитана трябва да балансира политически силата на знатните фамилии, като представлява буржоазната класа от онова време. Постепенно, с укрепването на ролята на гилдиите и търговците, ролята на капитаните на народа нараства. В редица градове те консолидират властта за своя род, основавайки синьории.

## Опит
В Болоня има народна комуна и капитан на народа още през 1228 г.
През 1250 г. флорентинците, за да се освободят от властта на Фридрих II Швабски, се опитват да си дадат собствен политически ред, като създават правителство на стария народ (или на първия народ), от които капитанът на народа е една от най-висшите магистратури, заедно със Съвета на старейшините, и по този начин участва в политическия живот на града.
В Compagna Communis, от която се ражда Генуезката република, е също толкова важна ролята на капитанa на народа, който ще даде фигури от историческо значение като тази на Гулиелмо Ембриако.
Мантуа има първия си капитан на народа в лицето на Луиджи Гондзага, който с убийството на Риналдо дей Бонаколси поставя началото на господството на Гондзага, продължило до 1708 г.

## Хронология
- Болоня (1228)
- Милано (1240) с Пагано дела Торе
- Парма (1244)
- Флоренция (1250) с Умберто Роси
- Генуа (1257) с Гулиелмо Боканегра
- Верона (1262) с Мастино I дела Скала
- Кремона (1271)
- Мантуа (1328) с Лудовико I Гондзага